# Enterobius vermicularis
Enterobius vermicularis (denumire științifică derivată din greacă ἔντερον - enteron = intestin; βίος - bios = viață și latină vermiculatus = în formă de vierme, de la vermiculus = viermișor)  sau oxiurul (din greacă ὀξύς - oxys = ascuțit și οὐρά - oura = coadă) este un vierme nematod parazit mic de circa 1 cm lungime, alb gălbui, rotund care trăiește în cec; femela matură, cu uterul plin cu ouă migrează noaptea și depune ouăle în regiunea perianală și perineală provocând un prurit anal nocturn. Oxiurii produc oxiuriaza, o boală parazitară foarte răspândită la copiii din întreaga lume.